# PEAR
PEAR (pour PHP Extension and Application Repository, "Dépôt d'applications et d'extensions PHP") est une collection de bibliothèques PHP. C'est aussi une application qui permet de gérer les bibliothèques (installer ou mettre à jour une bibliothèque). On peut comparer ce système avec les gems de Ruby ou, plus largement, aux gestionnaires de paquets comme apt.
Ce dépôt propose des bibliothèques pour tous les besoins courants des applications web. Cela inclut l'authentification, les services web, le chiffrement, le cache, le XML voire la génération de fichiers Microsoft Excel. La qualité des codes est vérifiée avant qu'ils soient intégrés dans PEAR. PEAR a établi un cadre de travail et des conventions afin que les bibliothèques proposées soient utilisables et compatibles avec les applications. 
PEAR a été supplanté par le gestionnaire de paquetages Composer associé au dépôt Packagist, et est depuis lors très fortement délaissé. De nombreux projets, par exemple PHPUnit ou encore Mockery, ont totalement abandonné l'installation via PEAR.

## Histoire
Ce système a été créé par Stig S. Bakken en 1999.

## PECL
PECL (PHP Extension Community Library) est un dépôt dont les modules peuvent être installés par le gestionnaire de paquets PEAR, dont il s'est séparé en octobre 2003. La différence est que ses modules sont écrits en langage C, et compilés à l'intention de PHP.